# Āryāvarta

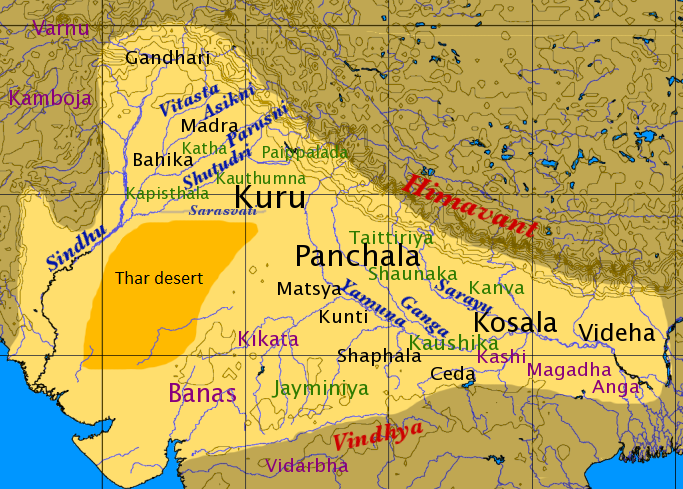
L'estensione dell'Āryāvarta come descritta nella Manusmṛti.

Āryāvarta (devanāgarī: आर्यावर्त ; s.m.; lett. "Dimora dei nobili") è la denominazione dell'India settentrionale nella letteratura sanscrita, qui intesa come la "Terra di mezzo" (Madhyadeśa) dove vive l'antilope nera (kṛṣṇasāra mṛga). 
Così la Manusmṛti:
(Manusmṛti II, 21-4. Traduzione di Federico Squarcini e Daniele Cuneo in Il trattato di Manu sulla norma. Torino, Einuadi, 2010, pagg. 18-9)